# ミズダコ
ミズダコ・ミズタコ（水蛸、学名: Enteroctopus dofleini）は、軟体動物八腕類上目ミズダコ科に属するタコの一種で、世界最大のタコ。ミズダコの名は身が柔らかく水っぽいことに由来するという。別名オオダコ（大蛸）とも言う。
北海道では地方名としてミズダコの雌を「マダコ」と呼ぶ地域があり、両種が混同される場合もある。

## 分布
寒海性のタコで、主に日本の東北地方以北の海に広く分布し、北太平洋が主な生息場所になる。アラスカ、カナダをはじめ、北アメリカ大陸北西部沿岸海域にも生息している。

## 特徴
タコ類最大だけあって体、吸盤ともに非常に大きい。体長は足（腕）を広げると3-5 m、体重は10-50 kgにもなり、最大記録では体長9.1 m、体重272 kgに達する。口のカラストンビは人の握り拳大ほどもあり、これで餌であるカニの甲羅や貝の殻を咬み砕くと言われるが、他のタコのような唾液のチラミン毒素の強さについては不明。
カナダ方面では大型化し、体長3.5 mに達する個体も少なくないと言われるが、生息地域が寒い海ということもあり、マダコなどに比べて生態的に未解明な部分が多い。
体のほとんどが柔軟な筋肉であるため力が強く、巨大な個体に絡まれたら人間でも危険である。潜水中のダイバーが襲われて溺死した例もある。ただし近づきすぎたり、刺激したりしない限りは故意に人を攻撃することはない。陸上では水中と違い、重い体重を支えることができず動けなくなってしまう。

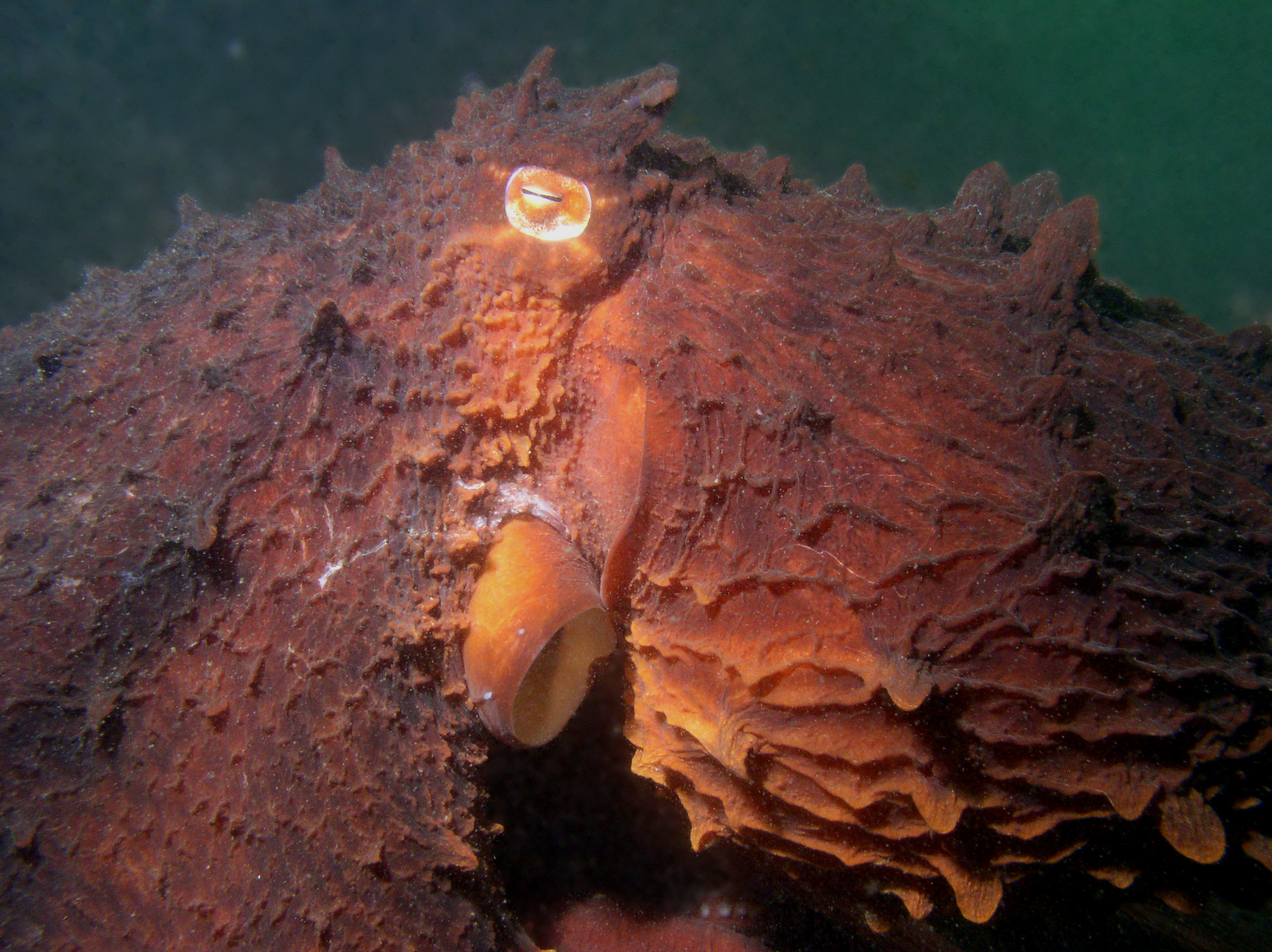
頭部の拡大
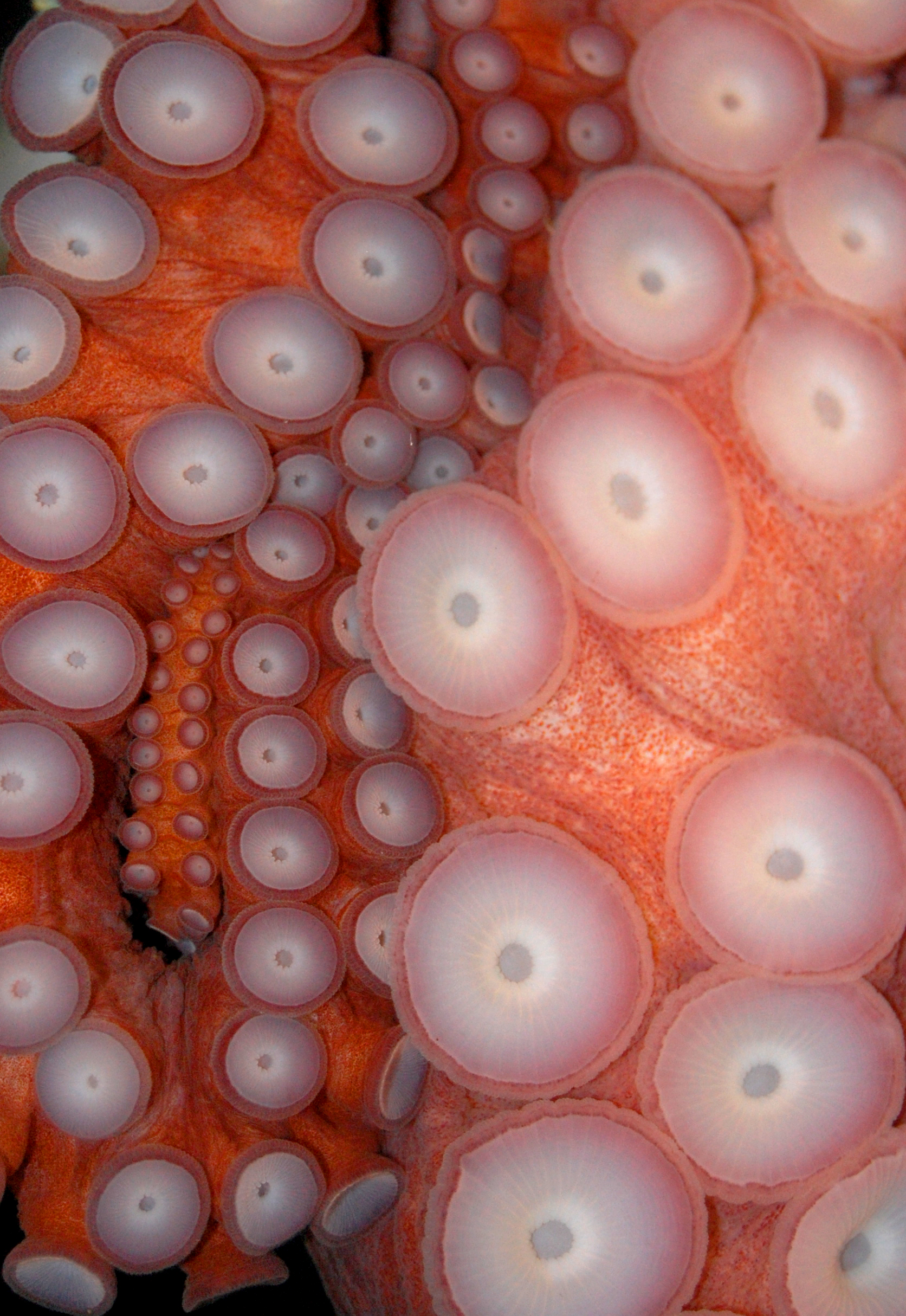
ミズダコの吸盤

## 生態
餌は主にケガニやタラバガニなどの大型甲殻類や、魚類やホタテガイなどの貝やウニなど、手当たり次第に捕獲し貪欲に食べてしまう。本種が大型に成長できるのは、寒い海に生息するため大型甲殻類などの餌が豊富であり、また他のタコ類との競争が少ないことが要因だと考えられる。
天敵はイルカやラッコ、アザラシやトドといった海生哺乳類に、サメ類などの大型魚類などで、襲われると周囲のものに擬態したり、墨を吐いたりして逃走する。それらに捕食されるのは小さな個体である場合が多く、充分に育った成体にはあまり敵はいないだろうとも思われる。巨大な個体は逆にサメを捕食してしまう事すらあり、水族館で同じ水槽内にいたアブラツノザメを攻撃し死亡させた例もある。
ミズダコは孵化後には水中を浮遊して過ごし、生後100日前後に海底に降りて生活するようになる。低い水温を好み、季節によって浅い海と深い海を行き来する。繁殖は10月頃に行われ、生後2年の夏場から繁殖に備えて急激に巨大化する個体が現れる。同じ世代の全てのミズダコが一斉に成熟するわけではなく、交接機会の多寡などの条件によって成熟化のスイッチが入らず、未成熟なまま死亡する場合もあると考えられている。
他の多くのタコと同じく、寿命は2 - 3年とされている。雄は雌と交尾した後に、雌は卵を守り、孵化を見届けた後に一生を終える。地域によっては4年ほども生きる個体もいるといわれる。
雌雄の違いは、雄の方が体も吸盤も大きく、相手を捕らえて抱え込んだり、吸い付く力も強力だとされているが、吸盤の大きさから配列が歪になっている。雌は雄に比べて、吸盤の配列や大きさが比較的均等である。
また、他のタコや周囲の状況に擬態したり、迷路を解いたりするなど高い知能を有している。

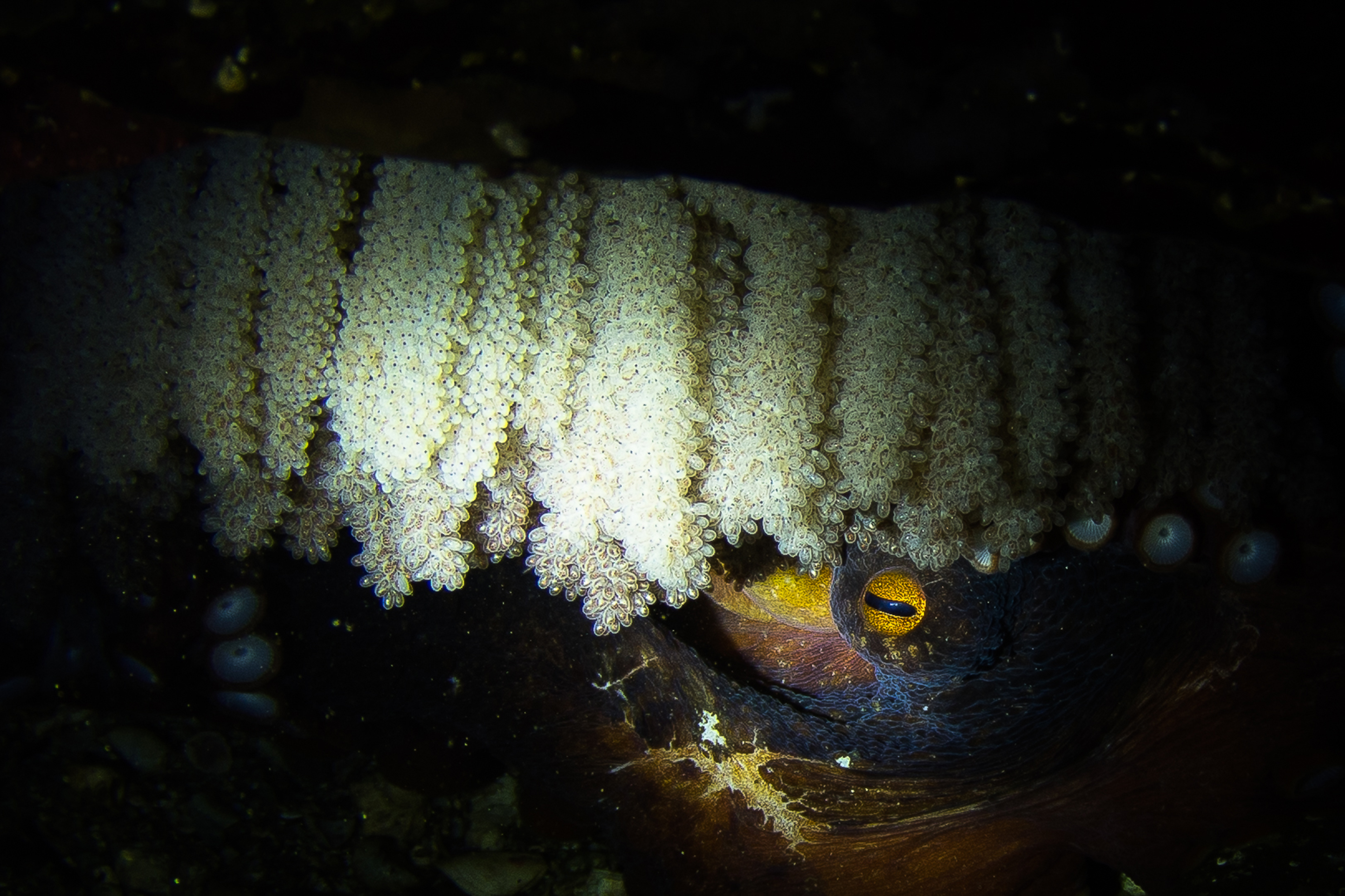
産卵しているミズダコの雌
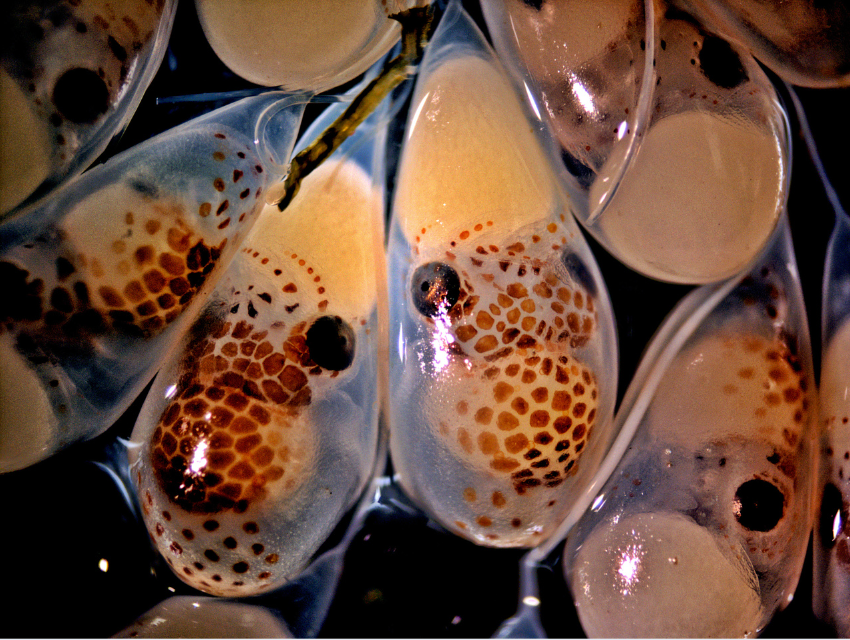
ミズダコの卵。（米国・ワシントン州・シアトルのシークレストパーク）
- 卵の中の稚仔
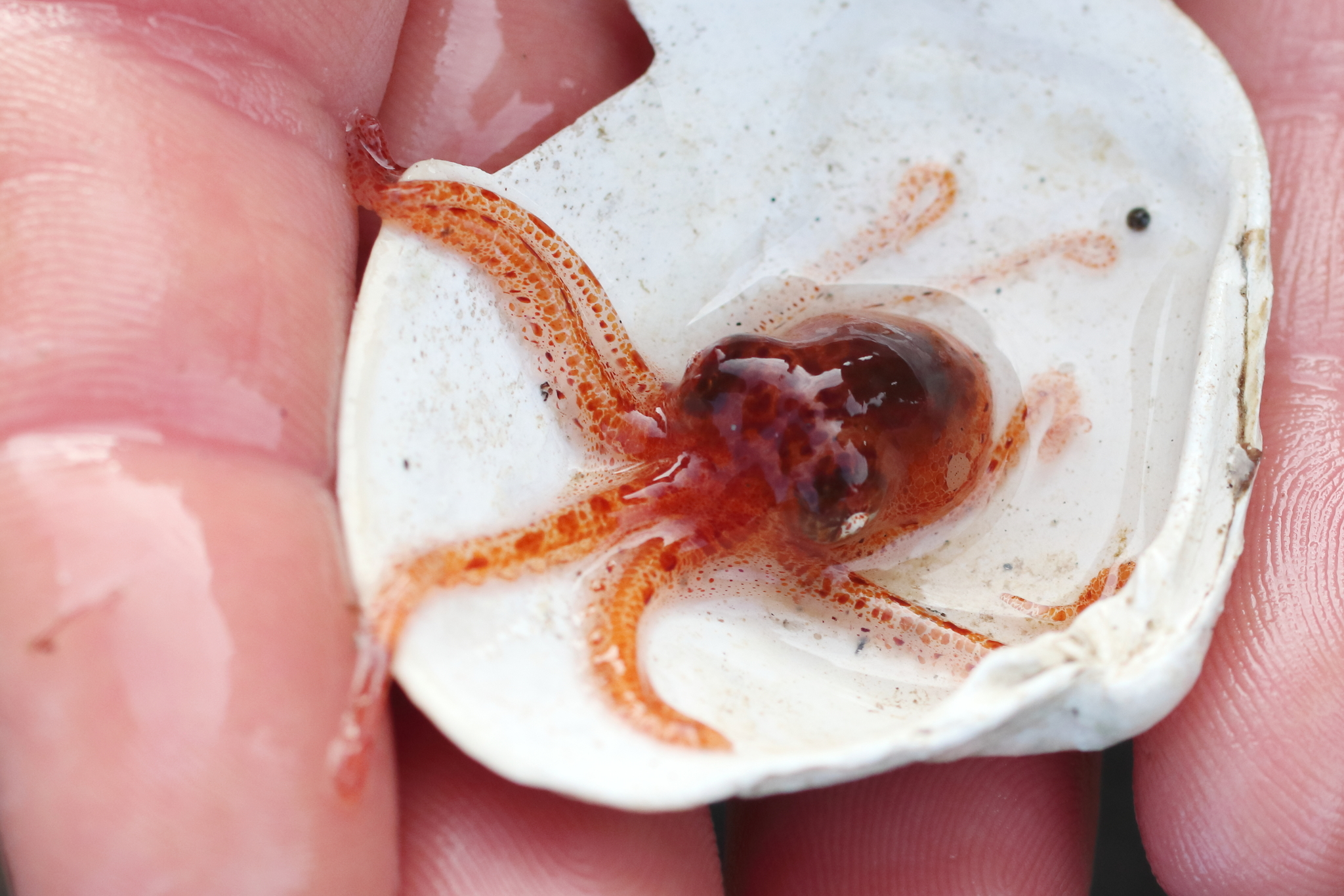
幼生

## 利用
本種は人間によって食用目的に捕獲されている。体が大きい分、水産上重要種と見なされ、蛸壺にて漁獲されている。マダコの流通が少ない北海道や東北地方でタコと言うと大抵は本種であり、北海道では本種の漁獲高が最も多い。現在、需要が高いが、乱獲による個体数の減少も懸念されている。「北海ダコ」という別称もある。

### 利用部位
マダコに比べて皮膚だけでなく肉質も柔らかく、水っぽく、それが和名の由来になっている。かつては水っぽさからマダコと比較され評価が低かったが、マダコの漁獲量減少により見直されている。「旨みが強いマダコよりおいしくない」と言う人もいれば、「食感としてはミズダコの方が歯触りが良い」と言う人や、吸盤が大きいミズダコの方を好む人もいる。体の大きさから含まれるタウリンの多さではマダコをしのいでいる。またミズダコのうち、雌の方が雄よりも味が良いという意見もある。料理方法としては刺身（足・頭）、寿司、たこ焼き（足・頭）の他には、おでんや塩茹で、たこしゃぶ（しゃぶしゃぶ）、唐揚げ、汁物、干物、燻製、酢蛸、塩辛（イカの塩辛とは別物）などがある。
北海道・東北では、マダコの代わりに各種タコ料理として利用され、正月料理に使われるタコの多くがミズダコである。本来タコは、腕（足）の方が利用価値は高いが、産地では、足より胴（頭）の方が利用頻度は高い（足よりも頭の方が安いという事情もある）。そのほか口（顎板：通称タコトンビ）が流通している。北国では肝臓や卵巣などの内臓を「道具」と呼び、食用とする。

### 水族館での飼育
水族館でも飼育され、展示、公開されている。

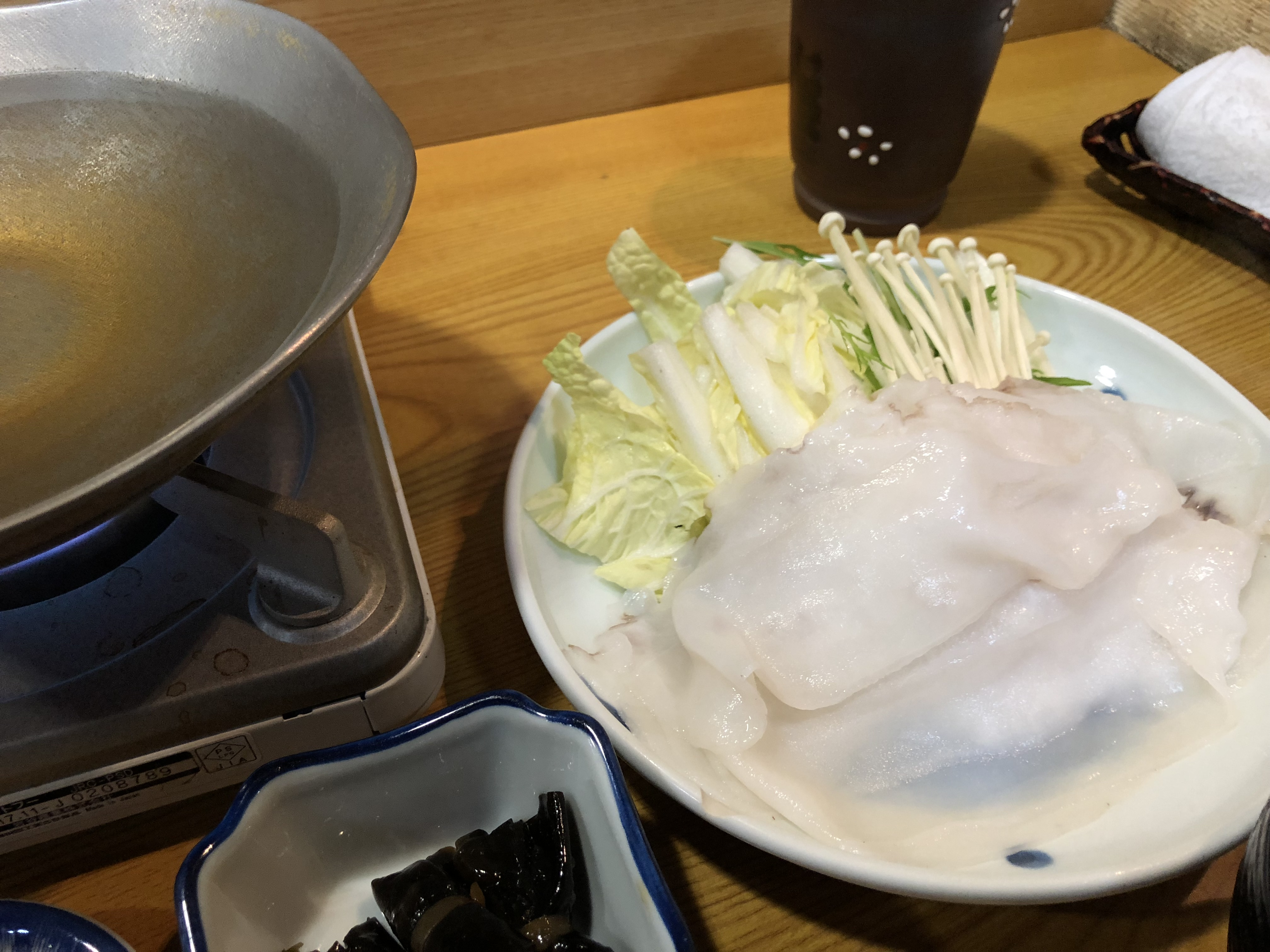
稚内のたこしゃぶ
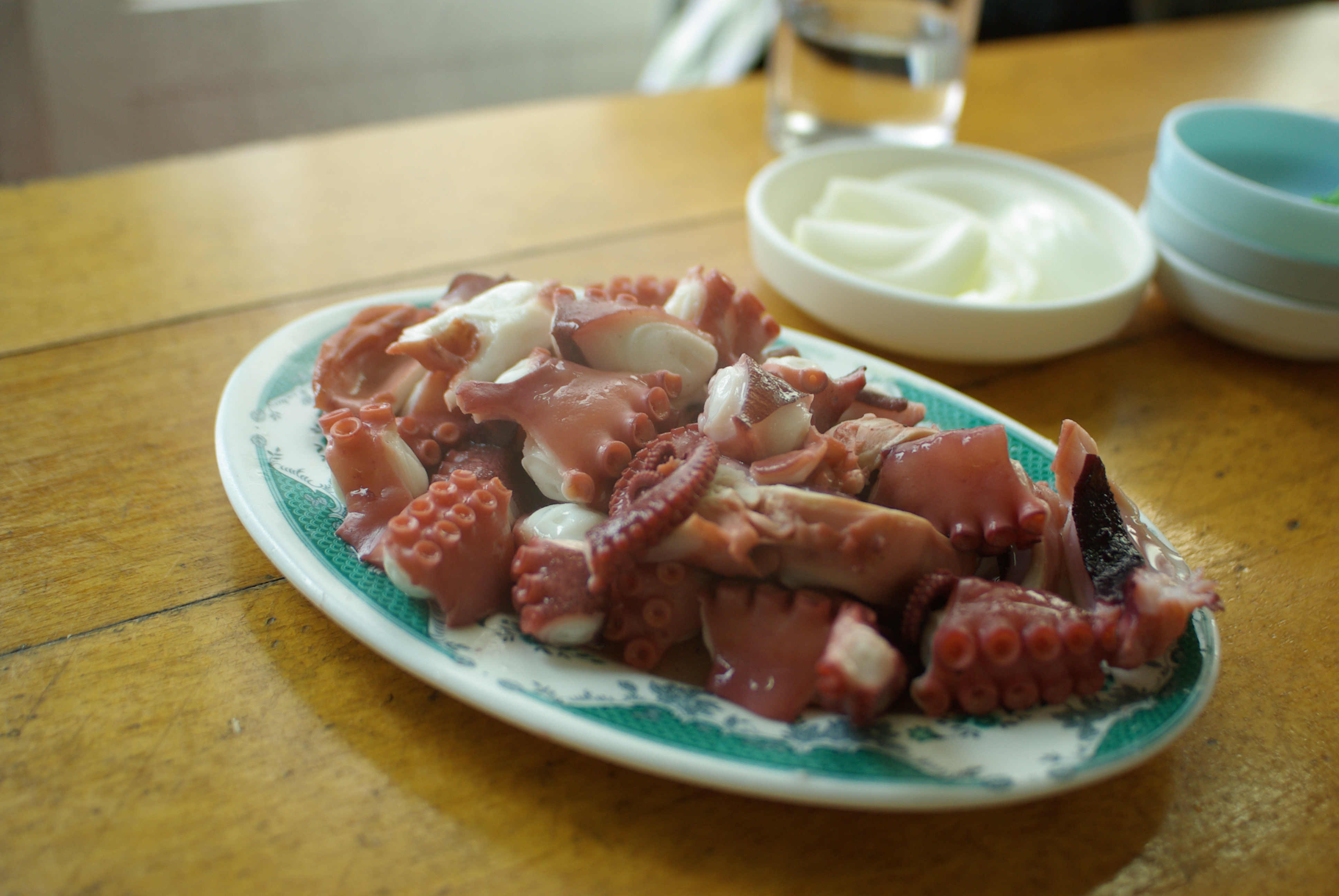
韓国の茹でダコ、ムノスッケ
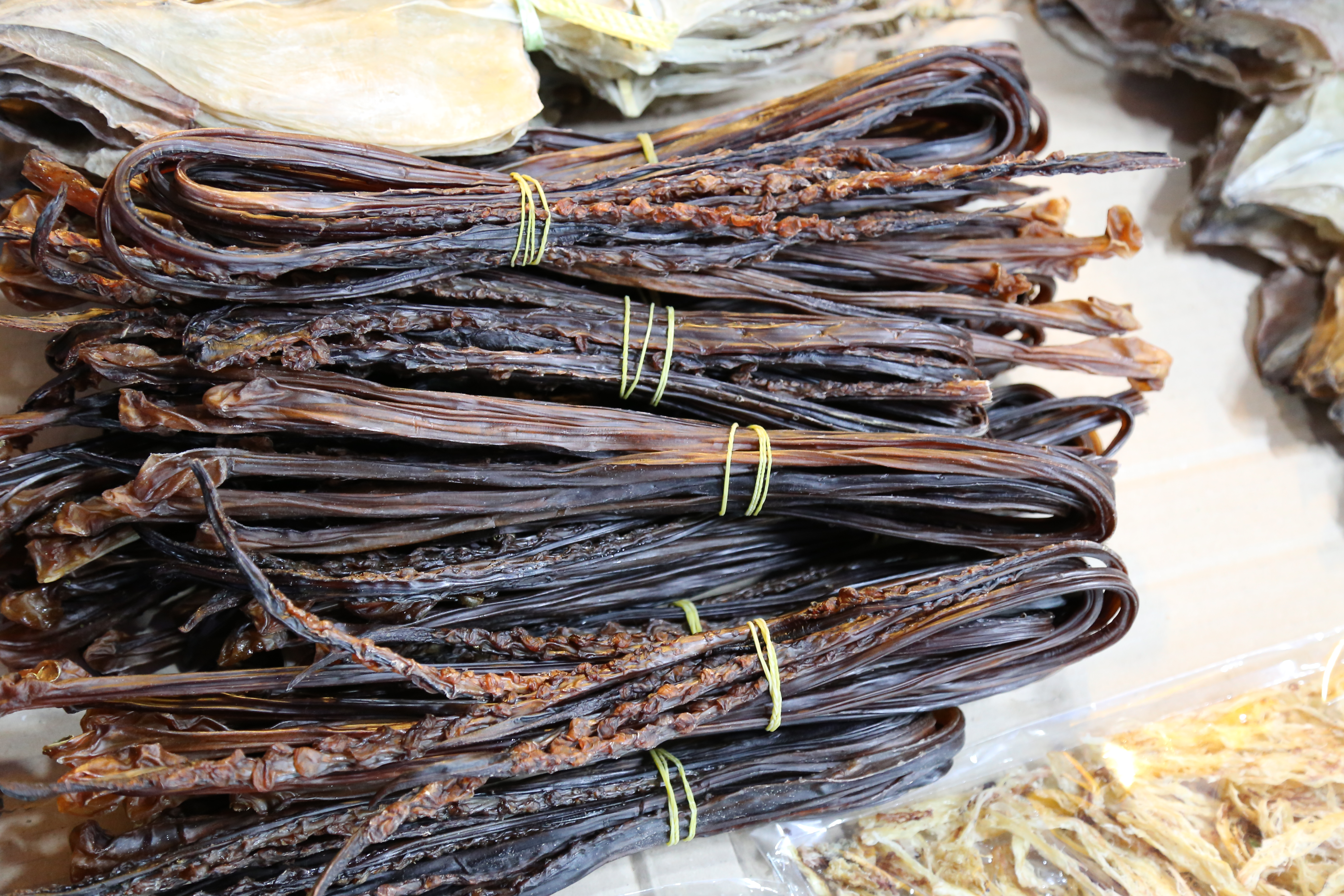
干したミズダコの足
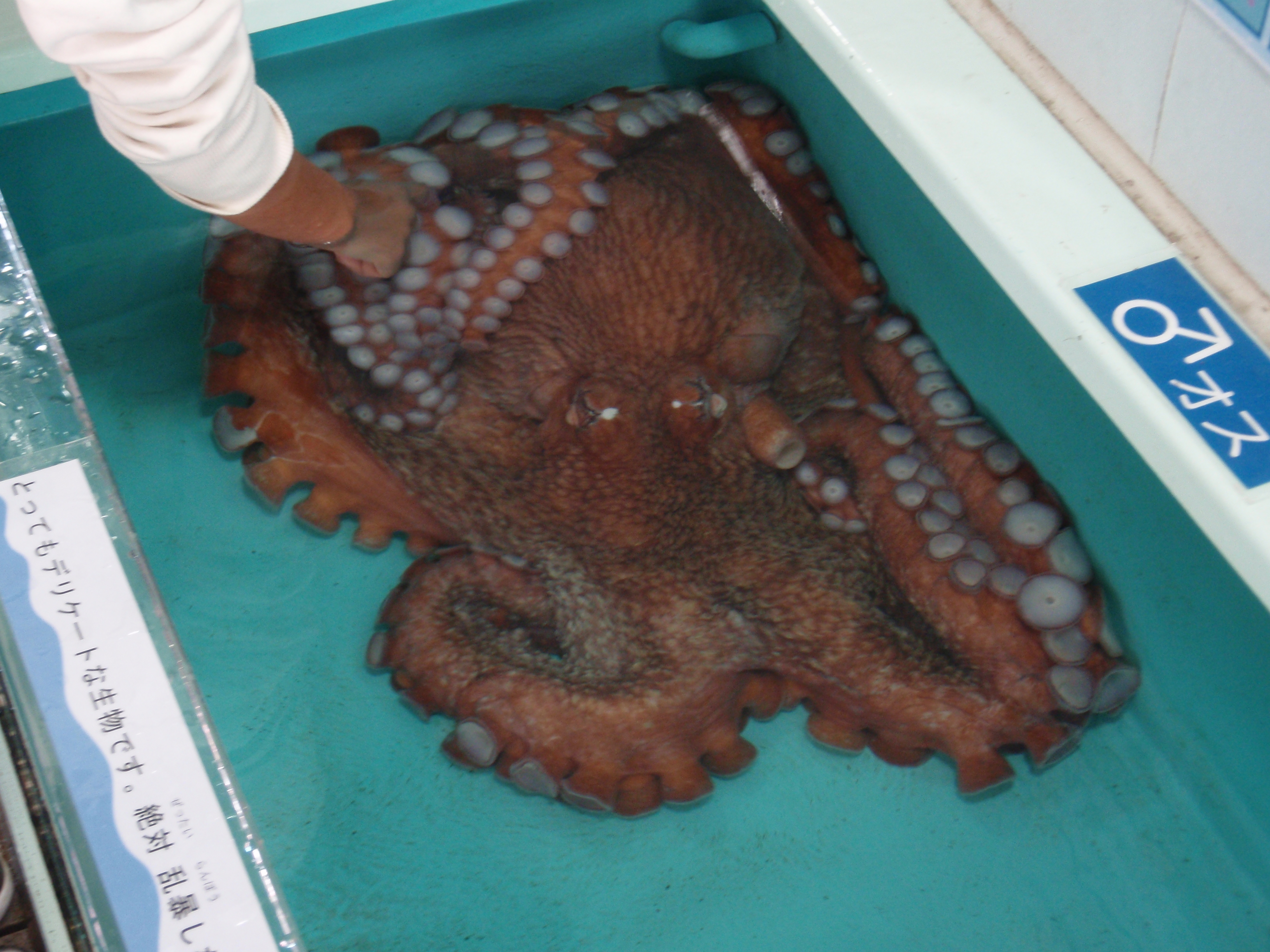
捕獲、展示されたミズダコの雄